# Ghana i olympiska sommarspelen 1972
Ghana deltog med 35 deltagare vid de olympiska sommarspelen 1972 i München. Totalt vann de en bronsmedalj.

## Medalj

### Brons
- Prince Amartey - Boxning, mellanvikt.